# Стефан Вишинський
Блаженний Сте́фан Виши́нський (пол. Stefan Wyszyński; 18 грудня 1901 — 28 травня 1981, Варшава, ПНР) — державний і релігійний діяч Польщі, священник, єпископ і кардинал Римо-католицької церкви. Архієпископ гнезненський і варшавський, примас Польщі (12 листопада 1948 — 28 травня 1981). Народився у Зузелі, Польща. 3 серпня 1924 року прийняв священство, працював у Влоцлавській діоцізії. Єпископ люблінський (25 березня 1946 — 12 листопада 1948). 12 січня 1953 року став кардиналом. 18 травня 1957 року призначений кардиналом-священником з титулом церкви Санта-Марії в Трастевере. Один із лідерів польського національно-релігійного руху та антикомуністичної опозиції в соціалістичній Польщі. Брав участь у 4-х конклавах: 1958 року, що обрав новим Папою Римським Івана XXIII; 1963 року, що обрав Павла VI; серпневому 1978 року, що обрав Івана Павла І; жовтневому 1978 року, що обрав Івана Павла ІІ. Також був учасником 4-х сесій Другого Ватиканського собору (1962–1965). Помер у Варшаві, Польща. Блаженний Католицької церкви.

## Біографія
Навчався у духовній семінарії у Влоцлавку, отримав ступінь доктора канонічного права у Люблінському католицькому університеті.
В 1924 рукоположений на священника.
В роки Другої світової війни служив капеланом в Армії крайовій, вимушений був переховуватися від гестапо.
1946 — рукоположений єпископом Люблінським, а 1948 року по загибелі примаса Станіслава Лукомського став архієпископом варшавсько-гнєзненським і примасом Польщі.
Із закріпленням в Польщі комуністичного режиму, вирішив укласти таємну угоду з комуністичною владою, що була підписана 14 лютого 1950 польським єпископатом і урядом (вреґульовувала стосунки Церкви та держави).
Починаючи з 1953 року, нова хвиля переслідувань прокотилася Польщею. Коли єпископи підтримали рух опору, розпочалися масові переслідування і судові процеси і інтернування священиків і Стефан Вишинський був одним із численних потерпілих. 12 січня 1953 Вишинський був возведений у сан кардинала-священика Базиліка Санта-Марія-ін-Трастевере Пієм XII. Вже через дев'ять місяців, 25 вересня 1953 року він був ув'язнений у Ривальді, а потім поміщений під домашній арешт у Сточек, що поблизу Лідзбарку Варміньского, поблизу Ополе і в монастирях у Команча в Бещадах. У в'язниці він спостерігав за жорстокими тортурами і жорстоким поводженням з ув'язненими.
1956 року з послабленням комуністичного тиску, 26 жовтня 1956 року, був випущений на свободу. Незважаючи на пережитий арешт, Вишинський не припиняв активної діяльності. 1962 року брав участь у роботі ІІ Ватиканського собору. Вінцем діяльності Вишинського стало святкування Польщею тисячоліття прийняття християнства в 1966 році. Щоправда комуністична влада не дозволила папі Павлу VI відвідати Польщу. Саме за часів служіння Вишинського 1978 року Кароль Войтила з Кракова був обраний Папою Римським Іваном Павлом II.
Після папського візиту до Польщі в 1979 році. Вишинський не закривав очі на суспільні безлади в 1980 році. Коли «Солідарність» була створена у Польщі, він закликав обидві сторони, уряд, а також страйкуючих робітників відповідати за свої дії. Під час польських страйків 1980 року, закликав сторони до миру і відповідальності та виступив посередником у переговорах між польською владою і партією «солідарність».
Помер у Варшаві від раку. Похований у Кафедральному соборі Івана Хрестителя у Варшаві.

## Вшанування пам'яті
Його іменем названо теологічний університет у Варшаві.

## Беатифікація
В 1989 році розпочато процес беатифікації Стефана Вишинського.
Беатифікований 12 вересня 2021 року Папою Римським Франциском.